# Nordwestuckermark

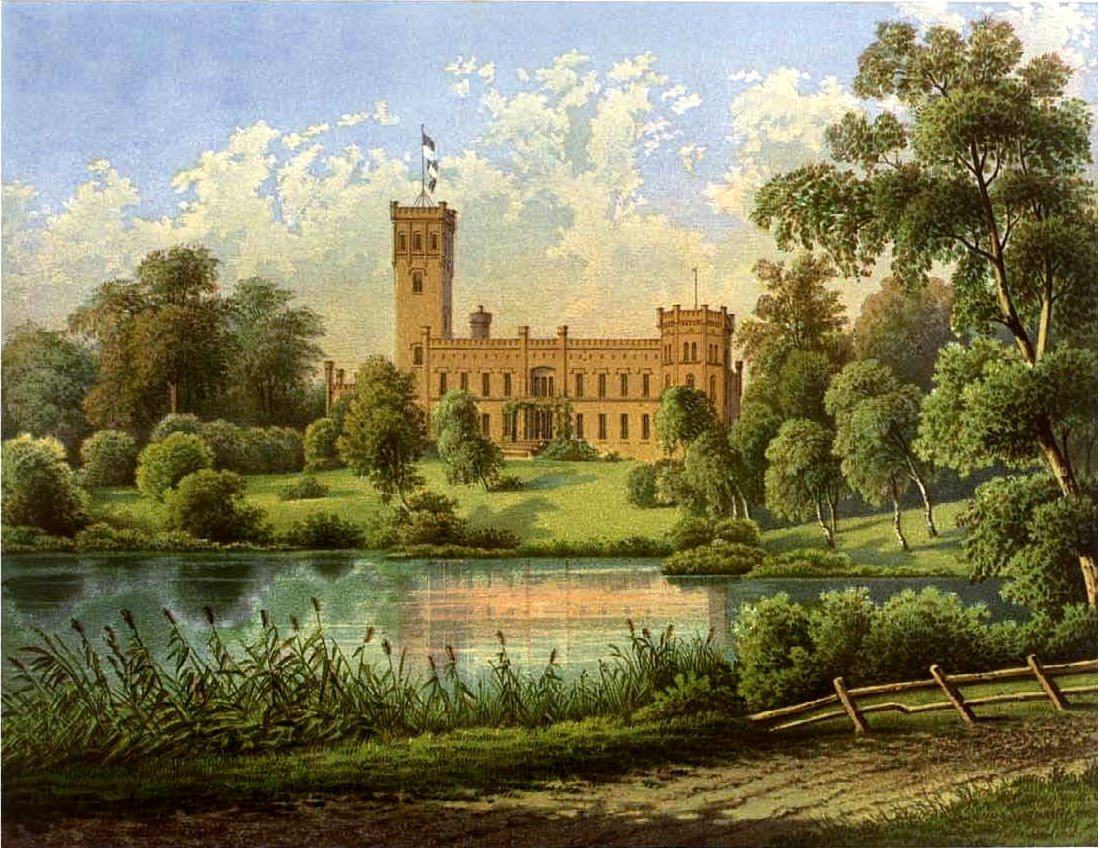
Schloss Arendsee um 1860, Sammlung Alexander Duncker

Nordwestuckermark ist eine amtsfreie Gemeinde im Landkreis Uckermark in Brandenburg (Deutschland).

## Geografie
Der Name der uckermärkischen Gemeinde beschreibt exakt die Lage im nordwestlichen Teil der Uckermark. Mit 253 km² gehört Nordwestuckermark zu den 40 flächengrößten Gemeinden Deutschlands. Das Gemeindegebiet ist damit größer als die Stadt Frankfurt am Main oder fast doppelt so groß wie Schwerin.
Das im Norden Brandenburgs gelegene Gebiet der Gemeinde umfasst die eiszeitlich geprägte Hügel- und Seenlandschaft der Uckermark. Große Teile der Gemeinde Nordwestuckermark liegen im Naturpark Uckermärkische Seen, der direkt an den Naturpark Feldberger Seenlandschaft im benachbarten Landkreis Mecklenburgische Seenplatte angrenzt. Von den uckermärkischen Seen seien die fünf größten innerhalb des Gemeindegebietes genannt: Großer See, Dammsee, Großer Parmensee, Sternhagener See und Naugartener See. Die Gemeinde verfügt im Süden in der Zerweliner Heide über ausgedehnte zusammenhängende Waldgebiete. Die höchste Erhebung mit 129 m ü. NHN befindet sich im Naturschutzgebiet Kiecker südwestlich des Ortsteils Fürstenwerder.

## Gemeindegliederung
Die Gemeinde Nordwestuckermark besteht laut ihrer Hauptsatzung aus folgenden zehn Ortsteilen:
| - Ferdinandshorst - Fürstenwerder - Gollmitz - Holzendorf | - Kraatz - Naugarten - Röpersdorf/Sternhagen | - Schapow - Schönermark - Weggun |

Weitere Wohnplätze im Gemeindegebiet:
| - Arendsee - Augustfelde - Ausbau - Beenz - Birkenhain - Bollmannshof - Bülowssiege - Christianenhof - Damerow - Dochower Mühle - Dollshof - Falkenhagen - Ferdinandshof - Fibigershof - Fischerhof | - Friedenshof - Groß Sperrenwalde - Hohenzollchow - Horst - Kiecker - Kruseshof - Klein Sperrenwalde - Kröchlendorff - Kruseshof - Lindenhagen (bis 1949 Hindenburg) - Louisenthal - Parmen - Raakow - Rittgarten - Rittgarten Ausbau | - Röpersdorf - Schmachtenhagen - Schulzenhof - Sternhagen - Sternhagen Gut - Ulrichshof - Warbende - Weggun-Waldsiedlung - Wilhelmshayn - Wilhelmshof - Wittstock - Zernikow - Zollchow |

## Geschichte
Die Gemeinde Nordwestuckermark wurde am 1. November 2001 aus den bis dahin selbstständigen Gemeinden Ferdinandshorst, Fürstenwerder, Gollmitz, Kraatz, Naugarten, Röpersdorf/Sternhagen, Schapow, Schönermark und Weggun (Amt Nordwestuckermark) und der Gemeinde Holzendorf (Amt Prenzlau-Land) gebildet. Gleichzeitig wurde das Amt Nordwestuckermark aufgelöst und die Gemeinde Nordwestuckermark amtsfrei. Die Gemeindeverwaltung befindet sich im Ortsteil Schönermark.
Die heutigen Ortsteile von Nordwestuckermark (mit Ausnahme von Naugarten und Weggun) gehörten 1817–1952 zum Landkreis Prenzlau (bis 1947 in der preußischen Provinz Brandenburg, 1947–1952 im Land Brandenburg). 1952–1993 waren sie Teil des Kreises Prenzlau (bis 1990 im DDR-Bezirk Neubrandenburg, 1990–1993 wieder im Land Brandenburg). Weggun und Naugarten gehörten 1817–1952 zum Landkreis Templin und wurden 1952 ebenfalls in den Kreis Prenzlau eingegliedert.
Seit der Kreisreform in Brandenburg im Jahr 1993 gehören die Orte zum Landkreis Uckermark.

### Ortsteile
- Ferdinandshorst: 1825 wird Ferdinandshorst erstmals urkundlich erwähnt.

- Lindenhagen: im Juni 1944 entstand ein Konzentrationslager, der Lagerkomplex Hindenburg als Außenlager des KZ Ravensbrück, um in der Nähe eine SS-Kommandostelle zu errichten (Birkenhain). Bis 1949 hieß die Gemeinde Hindenburg.

- Birkenhain: In diesem Ortsteil errichtete und unterhielt der VEB Backkombinat Neubrandenburg ein Betriebsferienlager, das durch die Großbäckerei Pasewalk (GROPA) betreut wurde.

### Gemeindeteile
- Arendsee: Erste urkundliche Erwähnung mit dominus Johannes de Arnesse 1289.

### Eingemeindungen
Die Neubildung der Gemeinde Nordwestuckermark trat mit Wirkung vom 1. November 2001 in Kraft. Frühere Eingemeindungen werden ebenfalls aufgeführt.
| Ehemalige Gemeinde    | Datum                                               | Anmerkung |
| --------------------- | --------------------------------------------------- | --- |
| Arendsee              | 1. Dezember 1997                                    | Zusammenschluss mit Parmen-Weggun zu Weggun                                                                                 |
| Beenz                 | 1. Mai 1998                                         | Eingemeindung nach Gollmitz                                                                                                 |
| Falkenhagen           | 31. Dezember 1997                                   | Eingemeindung nach Holzendorf                                                                                               |
| Ferdinandshorst       | 1. November 2001                                    | |
| Fürstenwerder         | 1. November 2001                                    | |
| Gollmitz              | 1. November 2001                                    | |
| Holzendorf            | 1. November 2001                                    | |
| Kraatz                | 1. November 2001                                    | |
| Kröchlendorff         | 1. Januar 1968                                      | Eingemeindung nach Gollmitz                                                                                                 |
| Lindenhagen1          | 1. Juli 1961                                        | Eingemeindung nach Sternhagen                                                                                               |
| Naugarten             | 1. November 2001                                    | |
| Parmen                | 1. Juli 1965                                        | Zusammenschluss mit Weggun zu Parmen-Weggun                                                                                 |
| Parmen-Weggun         | 1. Dezember 1997                                    | Zusammenschluss mit Arendsee zu Weggun                                                                                      |
| Rittgarten            | 1. April 1979                                       | Eingemeindung nach Schapow                                                                                                  |
| Röpersdorf            | 1. Dezember 1997                                    | Zusammenschluss mit Sternhagen zu Röpersdorf/Sternhagen                                                                     |
| Röpersdorf/Sternhagen | 1. November 2001                                    | |
| Schapow               | 1. November 2001                                    | |
| Schönermark           | 1. November 2001                                    | |
| Sternhagen            | 1. Dezember 1997                                    | Zusammenschluss mit Röpersdorf zu Röpersdorf/Sternhagen                                                                     |
| Weggun                | 1. Juli 1965 1. Dezember 1997 0000 1. November 2001 | Zusammenschluss mit Parmen zu Parmen-Weggun Neue Gemeindegründung durch Zusammenschluss von Parmen-Weggun mit Arendsee 0000 |
| Zollchow              | 1. Juli 1950                                        | Eingemeindung nach Röpersdorf                                                                                               |

Fußnote
1 Lindenhagen hieß bis zum 30. September 1949 Hindenburg.

## Bevölkerungsentwicklung
| Jahr | Einwohner |
| ---- | --------- |
| 2001 | 5 429     |
| 2005 | 5 164     |
| 2010 | 4 762     |
| 2015 | 4 288     |
| 2020 | 4 182     |

| Jahr | Einwohner |
| ---- | --------- |
| 2021 | 4 155     |
| 2022 | 4 173     |
| 2023 | 4 149     |
| 2024 | 4 097     |

Gebietsstand des jeweiligen Jahres, Einwohner: Stand 31. Dezember, ab 2011 auf Basis des Zensus 2011, ab 2022 auf Basis des Zensus 2022

## Politik

### Gemeindevertretung
Die Gemeindevertretung von Nordwestuckermark besteht aus 16 Gemeindevertretern und dem hauptamtlichen Bürgermeister. Die Kommunalwahl am 9. Juni 2024 führte bei einer Wahlbeteiligung von 75,5 % zu folgendem Ergebnis:
| Partei / Wählergruppe                                   | Stimmenanteil 2019 | Sitze 2019 |        | Stimmenanteil 2024 | Sitze 2024 |
| ------------------------------------------------------- | ------------------ | ---------- | ------ | ------------------ | ---------- |
| AfD                                                     | –                  | –          | 28,3 % | 5                  |            |
| Leben auf dem Lande                                     | 28,1 %             | 5          | 16,1 % | 3                  |            |
| Zukunft Nordwestuckermark                               | –                  | –          | 13,2 % | 2                  |            |
| SPD                                                     | 16,0 %             | 3          | 12,4 % | 2                  |            |
| CDU                                                     | 13,9 %             | 2          | 11,6 % | 2                  |            |
| Frischer Wind                                           | 12,8 %             | 2          | 08,1 % | 1                  |            |
| BVB/Freie Wähler                                        | –                  | –          | 02,7 % | 1                  |            |
| Einzelbewerberin Sandra Winkler                         | –                  | –          | 01,6 % | –                  |            |
| Anhänger der Freiwilligen Feuerwehren Nordwestuckermark | 18,6 %             | 3          | –      | –                  |            |
| Bündnis 90/Die Grünen                                   | 07,9 %             | 1          | –      | –                  |            |
| Einzelbewerberin Anja Tettschlag                        | 01,6 %             | –          | –      | –                  |            |
| Einzelbewerberin Susanne Taudte                         | 01,1 %             | –          | –      | –                  |            |
| Insgesamt                                               | 100 %              | 16         | 100 %  | 16                 |            |

### Bürgermeister
- 2001–2020: Sylvia Klingbeil[12]
- seit 2020: Roland Klatt

Klatt wurde in der Bürgermeisterstichwahl am 15. März 2020 mit 56,2 % der gültigen Stimmen gewählt. Seine Amtszeit beträgt acht Jahre.

### Wappen
| Wappen von Nordwestuckermark | Blasonierung: „Im goldenen Schild, bestreut mit schwarzen Getreidekörnern, eine grüne Windrose mit grün-schwarz facettiertem 16-strahligen Stern und ins rechte Obereck zeigendem schwarzen Richtungsweiser.“ |
| Wappen von Nordwestuckermark | Das Wappen wurde vom Erfurter Heraldiker Frank Diemar gestaltet und am 24. September 2003 durch das Ministerium des Innern genehmigt.                                                                         |

### Flagge
„Die Flagge ist Grün - Gelb (1:1) gestreift und mittig mit dem Gemeindewappen belegt.“

### Dienstsiegel
Das Dienstsiegel zeigt das Wappen der Gemeinde mit der Umschrift GEMEINDE NORDWESTUCKERMARK • LANDKREIS UCKERMARK.

## Sehenswürdigkeiten
In der Liste der Baudenkmale in Nordwestuckermark stehen die in der Denkmalliste des Landes Brandenburg eingetragenen Baudenkmale.

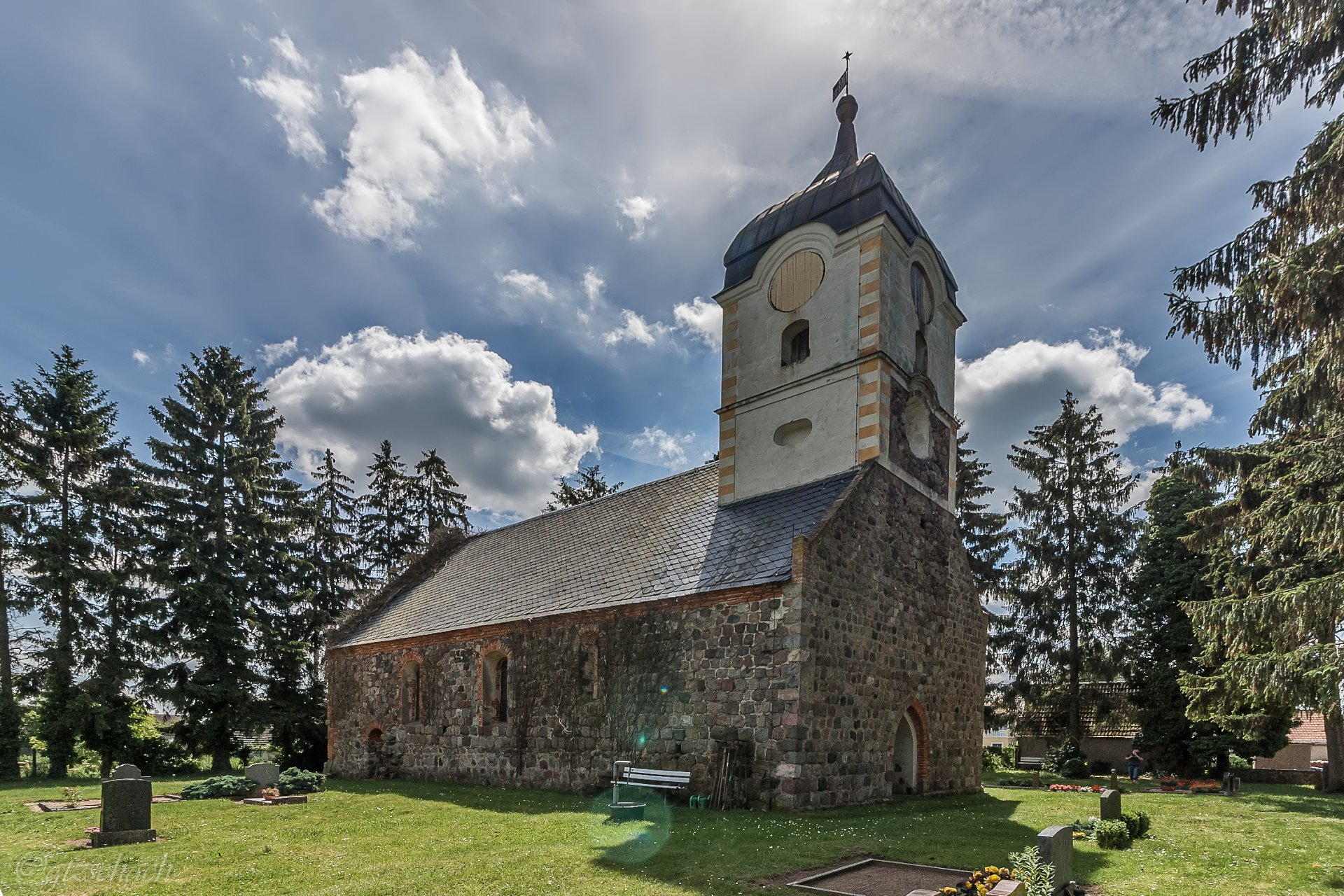
Kirche Beenz
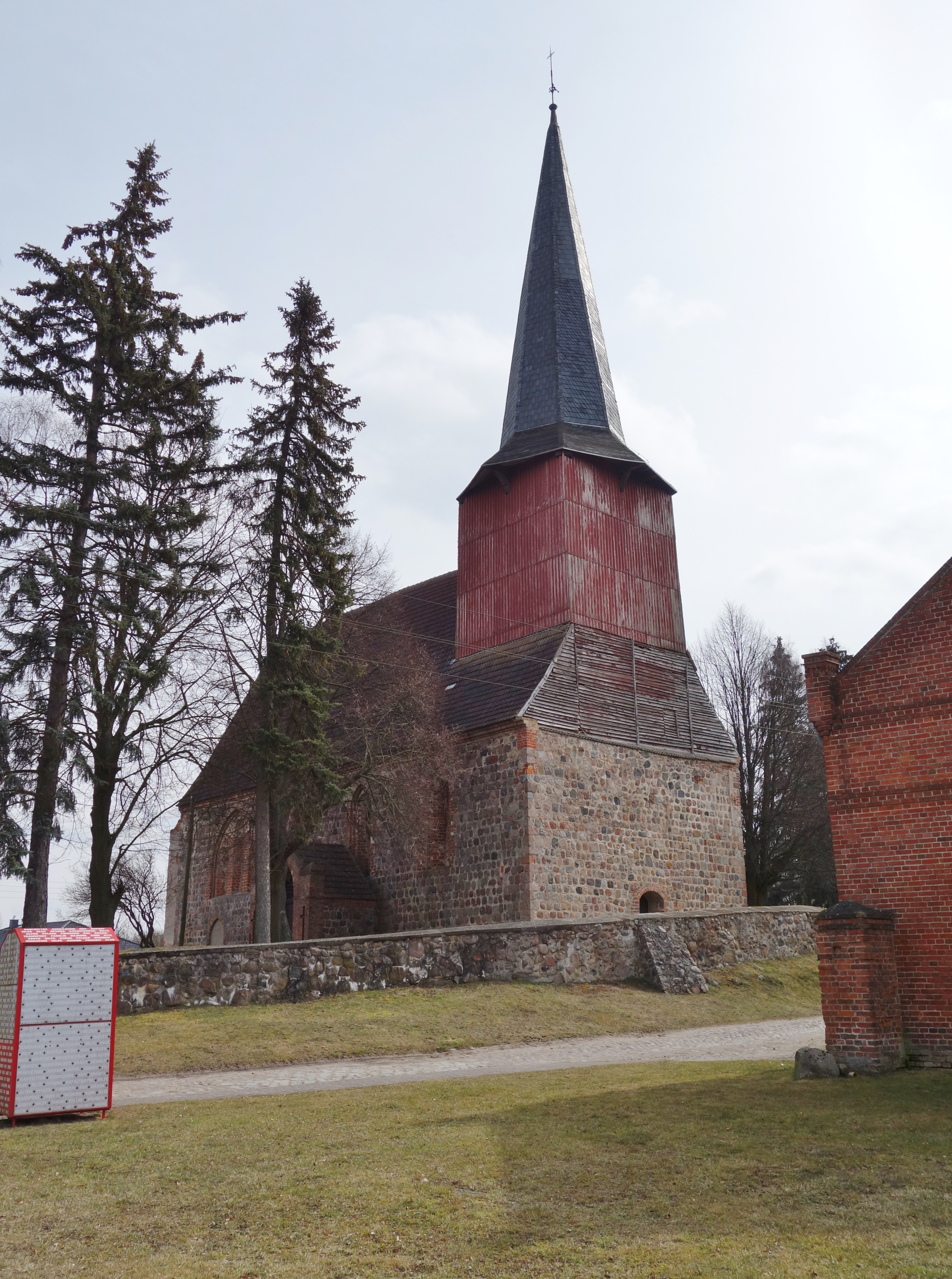
Kirche Falkenhagen
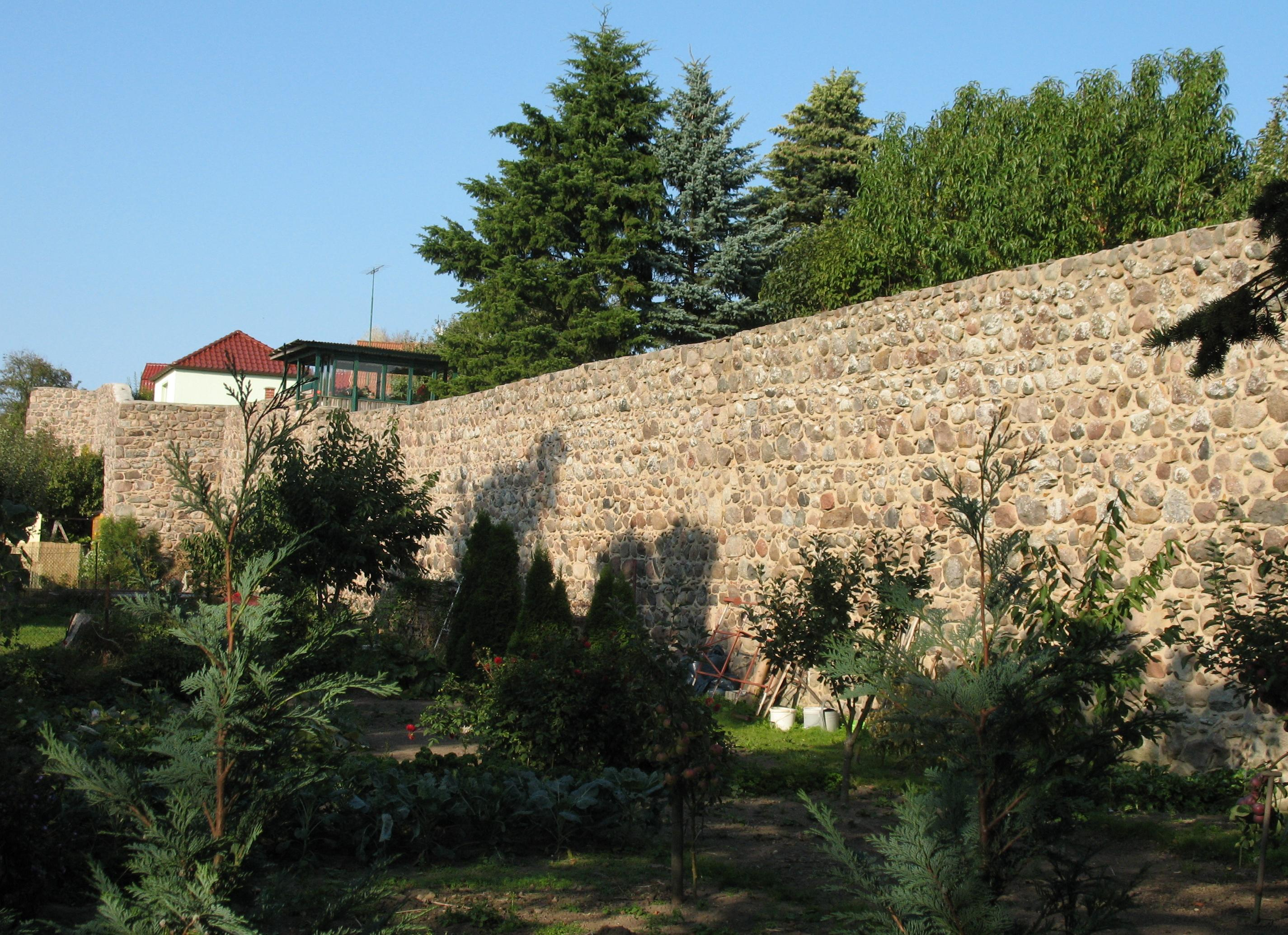
Stadtmauer Fürstenwerder
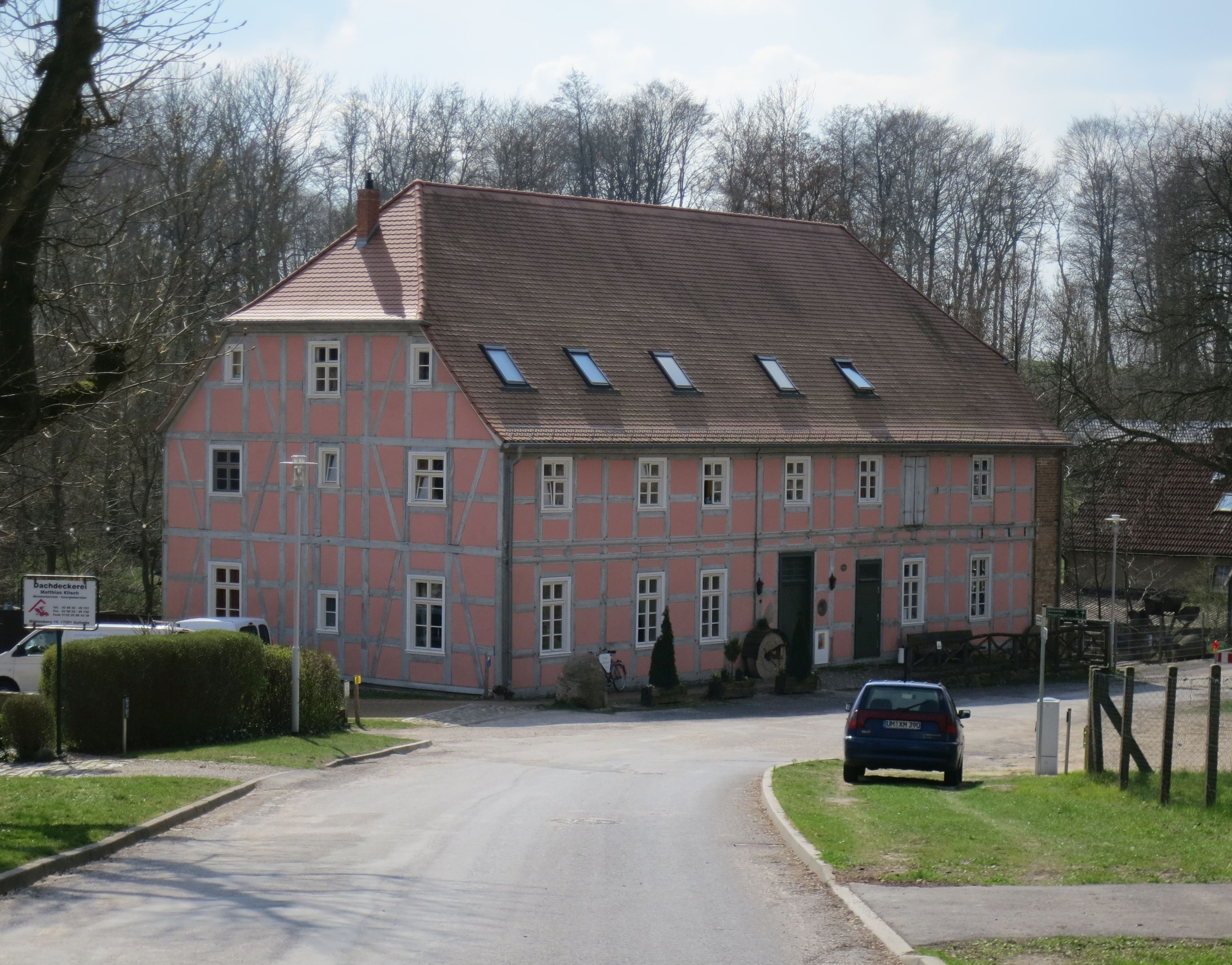
Wassermühle Gollmitz
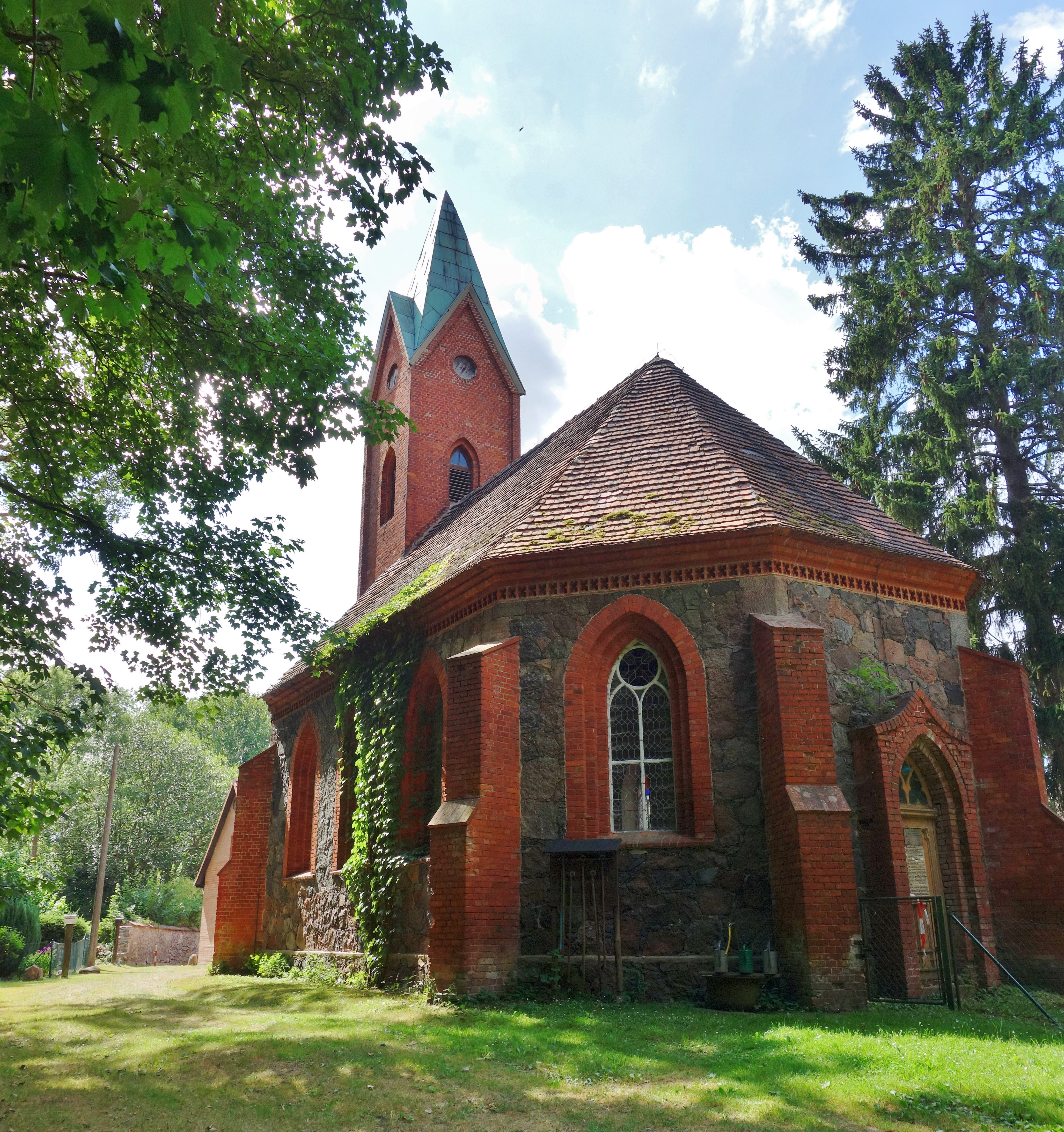
Kirche Kraatz
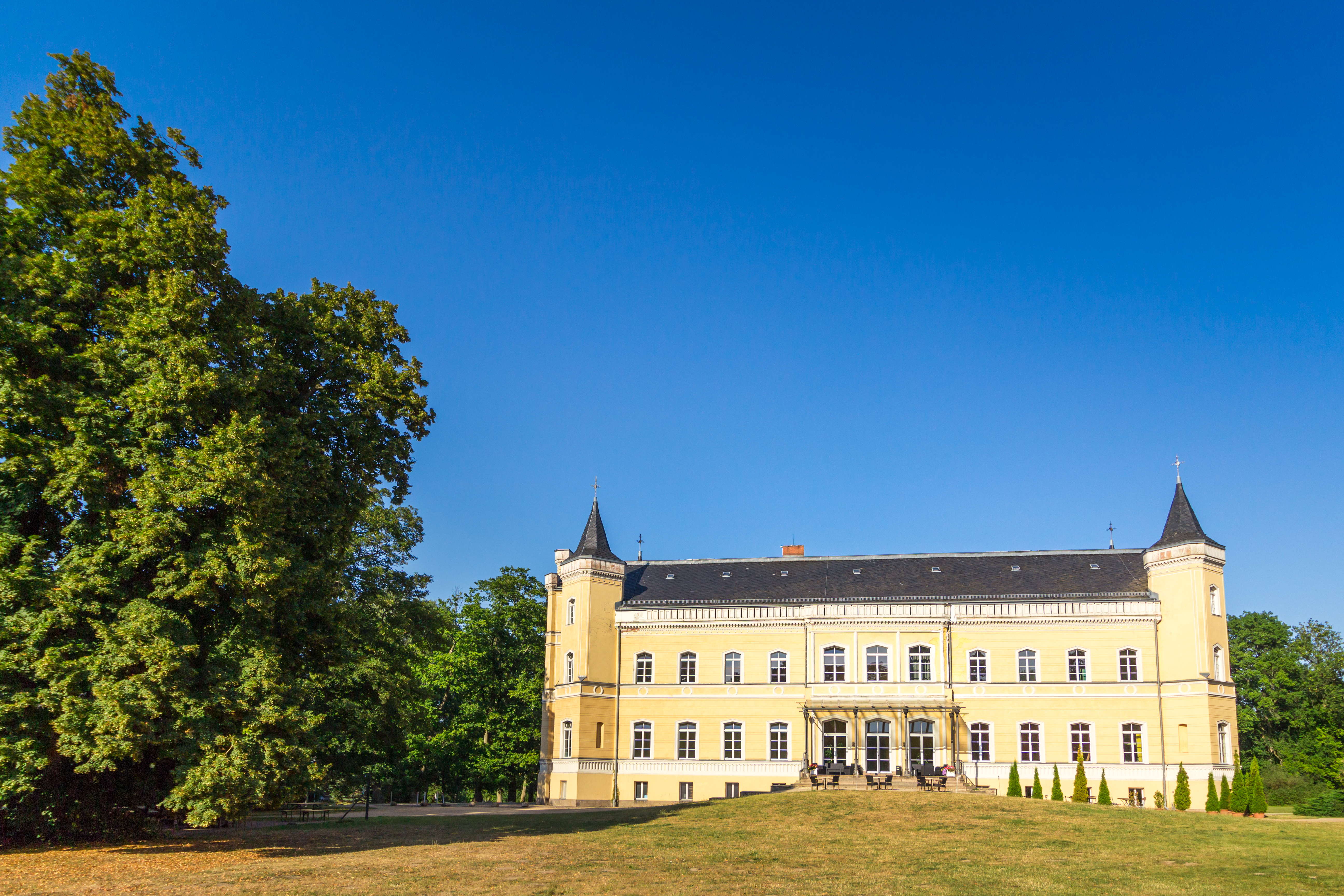
Schloss Kröchlendorff
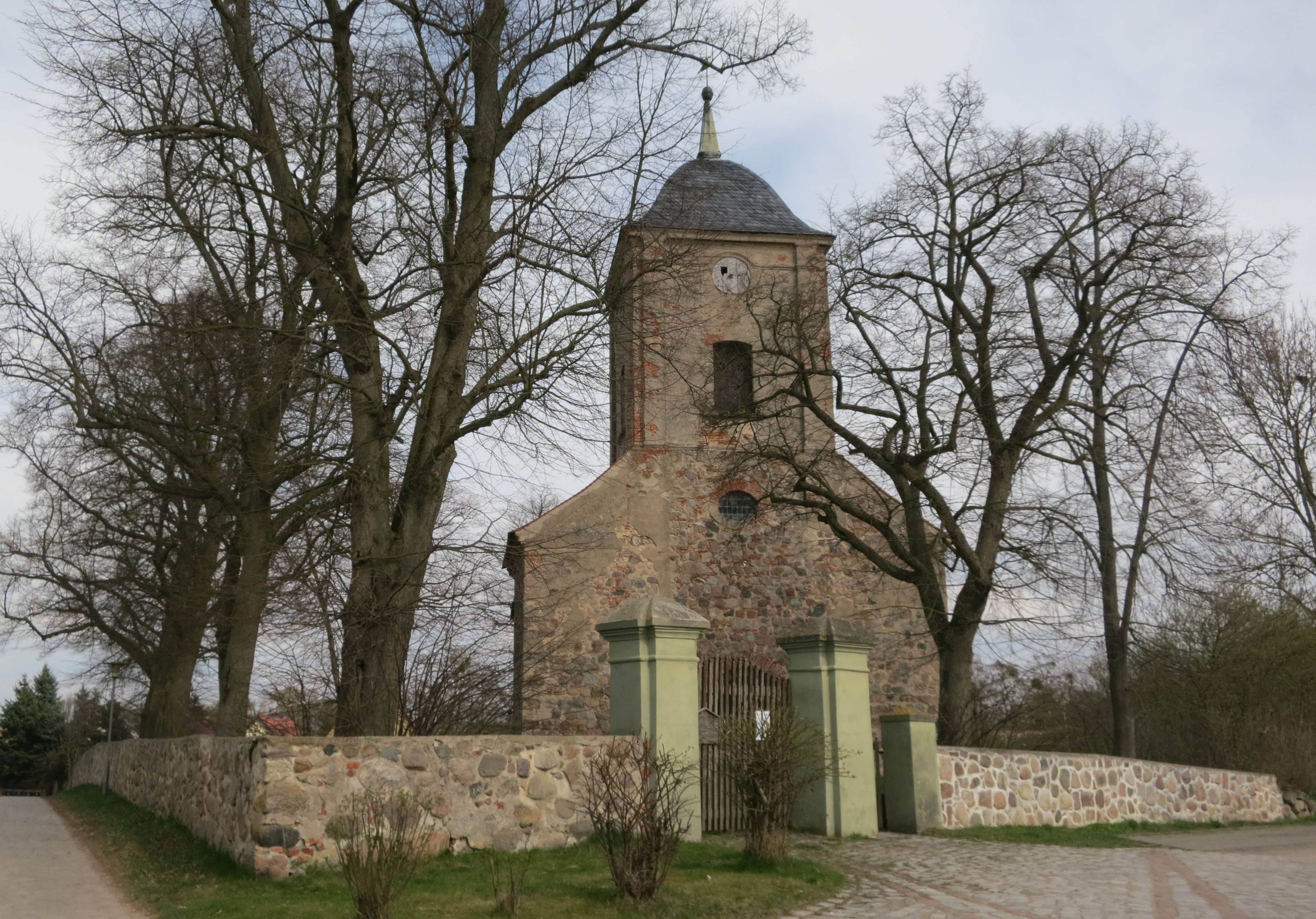
Kirche Lindenhagen
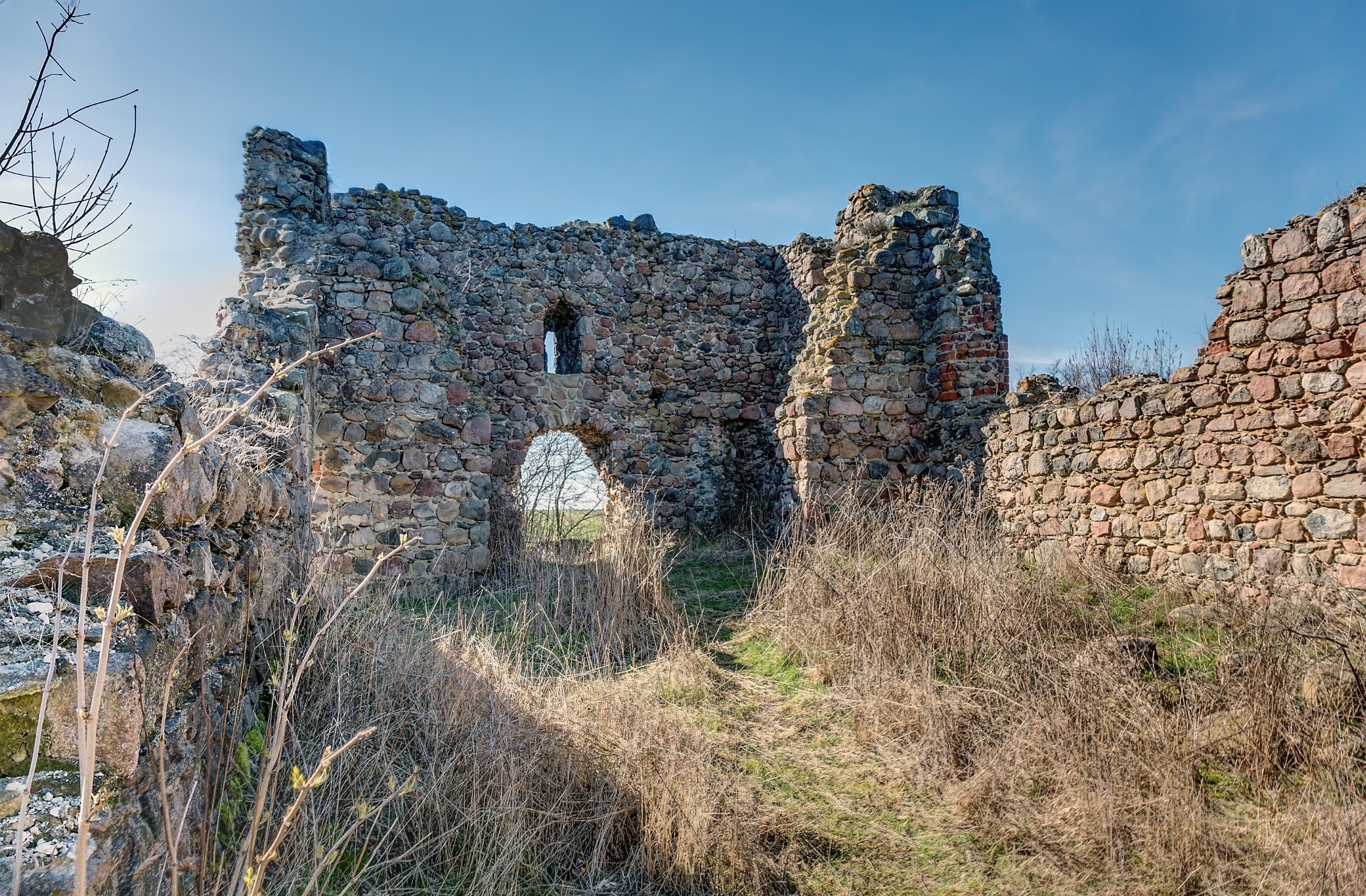
Wüste Kirche Rittgarten
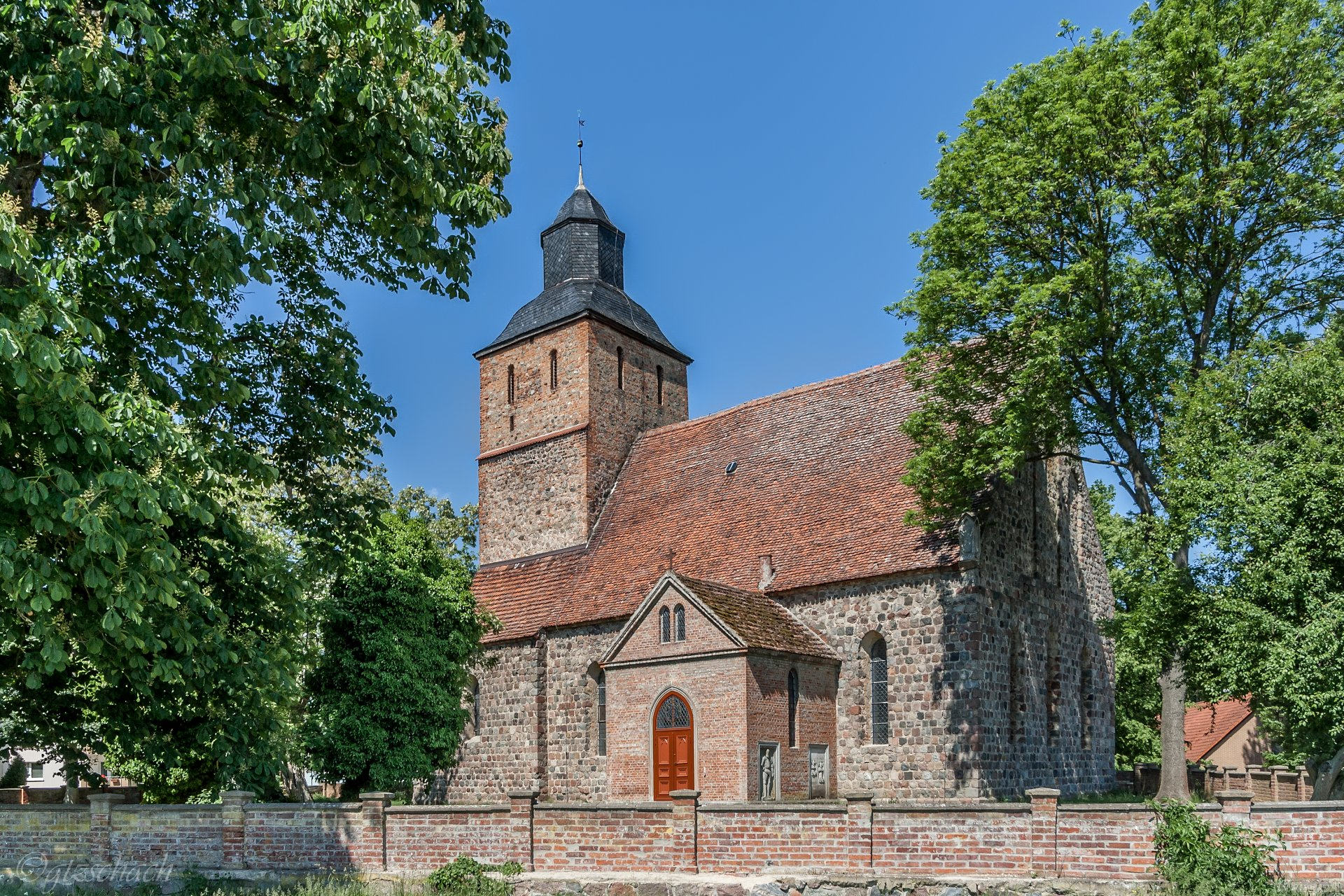
Kirche Schönermark
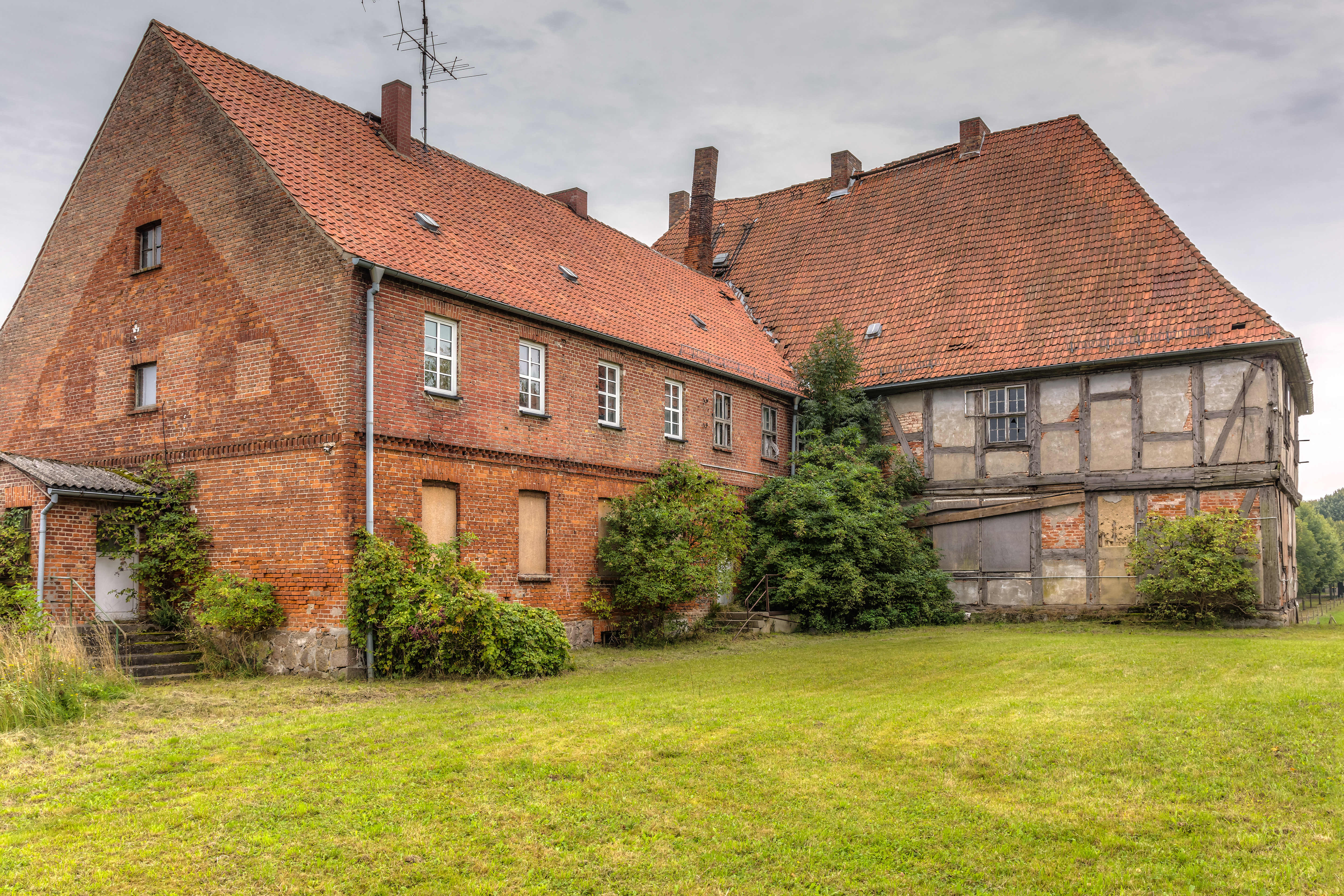
Gutshaus Zernikow

## Verkehr
Die Bundesstraße 109 zwischen Prenzlau und Templin führt durch den Südosten des Gemeindegebietes, die B 198 zwischen Prenzlau und Woldegk berührt die Gemeinde im Nordosten (Ortsteil Holzendorf). Die Landesstraße L 25 (ebenfalls zwischen Prenzlau und Woldegk) durchquert von Nordwesten nach Osten das Gemeindegebiet.
In der östlich anschließenden Kreisstadt Prenzlau besteht Bahnanschluss. Die Bahnstrecke Prenzlau–Strasburg mit dem Haltepunkt Holzendorf wurde 1995 stillgelegt. Die Bahnstrecke Templin–Prenzlau mit den Haltepunkten Beenz und Groß Sperrenwalde ist seit 2000 außer Betrieb.  Die Bahnstrecke Templin-Fährkrug–Fürstenwerder (Haltepunkte Weggun-Arendsee, Parmen, Fürstenwerder) wurde 1945 als Reparationsleistung an die Sowjetunion abgebaut.

## Persönlichkeiten
- Curt Heinrich Gottlieb von Arnim (1735–1800), preußischer Oberst
- Albert von Schlippenbach (1800–1886), Dichter, in Arendsee gestorben
- Hans Steffen (1865–1936), Geograph, in Fürstenwerder geboren
- Wilhelm Wittbrodt (1878–1961), Reformpädagoge und Esperantist, in Arendsee geboren
- Hanka Mittelstädt (* 1987), Politikerin (SPD), Mitglied der Gemeindevertretung von Nordwestuckermark